# Wißmar

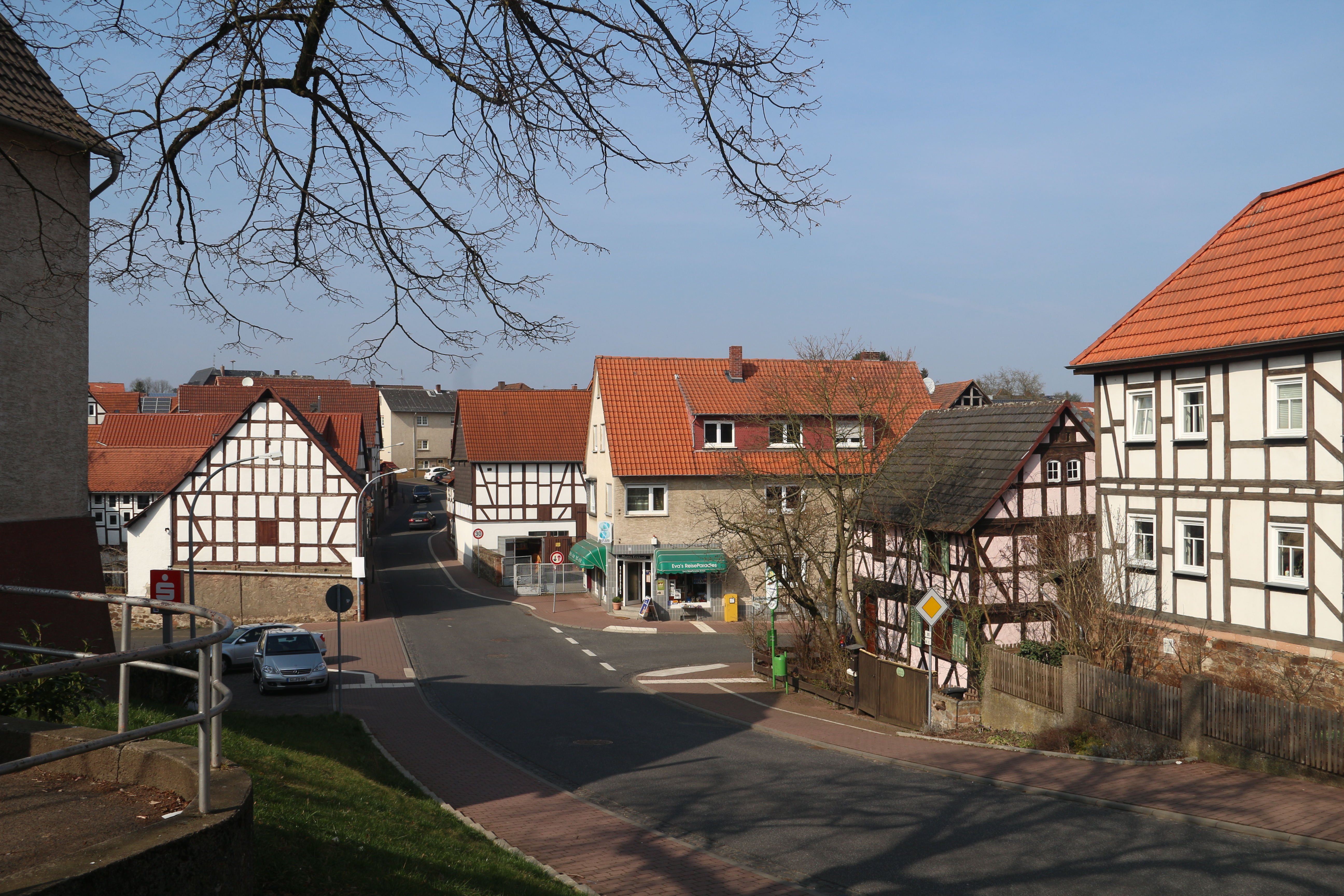
Die Langgasse von der Bahnhofstraße

Wißmar ist ein Ortsteil der Gemeinde Wettenberg im mittelhessischen Landkreis Gießen. Der Ort hat ca. 5150 Einwohner und liegt etwa 7 km nördlich der Stadt Gießen.

## Geographie
Wißmar liegt am östlichen Rand des Gleiberger Landes und westlich der Lahn. Im Nordwesten des Ortsteils beginnt der Krofdorfer Forst, ein Teil des Naturraums Krofdorf-Königsberger Forst.

## Geschichte
Im Lorscher Codex wurde Wißmar 774 (oder 779) in Urkunde 3121 bzw. 3696b erstmals urkundlich erwähnt.
Um 1300 werden in einem Kopiar, entstanden in der Zeit zwischen 1400 und 1425, „... sedes in Kirchberg et Wessemar ... It.(em) Deyburge ... “ (Sitze in Kirchberg und in Wißmar, auch in Deyburge) genannt.
Am 1. Januar 1977 wurde die bis dahin eigenständige Gemeinde im Zuge der hessischen Gebietsreform kraft Landesgesetz ein Teil des Stadtbezirks Wettenberg der neugegründeten Stadt Lahn. Bei deren Auflösung infolge heftiger Proteste der Bevölkerung wurde Wettenberg am 1. August 1979 zur eigenständigen Gemeinde im Landkreis Gießen.

### Historische Namensformen
In erhaltenen Urkunden wurde Wißmar unter den folgenden Ortsnamen erwähnt (in Klammern das Jahr der Erwähnung):
- Widmar – „in Widmare marca“, „in der Gemarkung Wißmar“ – (774 oder 779).[3]
- Wisemare, de (788/789) [2. Hälfte XII Jh., Codex Laureshamensis III, Nr. 3709d, S. 200]
- Wisemare marca, in (788/789) [2. Hälfte XII Jh., Codex Laureshamensis III, Nr. 3709d, S. 200]
- Wisumera (780–802) [Kopiar um 1160, Codex Eberhardi 1 154 va und rb]
- Wisomaren, in (780–802) [Kopiar um 1160, Codex Eberhardi 1 154 va und rb, S. 266, = Dronke, Traditiones, S. 35 Capitulum 6, Nr. 23 und 25 = Urkundenbuch des Klosters Fulda 1, Nr. 420 und 422]

### Verwaltungsgeschichte im Überblick
Die folgende Liste zeigt die Staaten und Verwaltungseinheiten, denen Wißmar angehört(e):
- 778: Fränkisches Reich, Lahngau
- vor 1787: Heiliges Römisches Reich, Grafschaft Nassau-Weilburg, Amt Gleiberg
- ab 1787: Heiliges Römisches Reich, Fürstentum Nassau-Weilburg, Oberamt Atzbach, Amt Gleiberg
- ab 1806: Herzogtum Nassau,[Anm. 2] Amt Gleiberg
- ab 1816: Königreich Preußen, Provinz Großherzogtum Niederrhein, Regierungsbezirk Koblenz, Kreis Wetzlar[Anm. 3]
- ab 1822: Königreich Preußen, Rheinprovinz, Regierungsbezirk Koblenz, Kreis Wetzlar[Anm. 4]
- ab 1867: Norddeutscher Bund, Königreich Preußen, Rheinprovinz, Regierungsbezirk Koblenz, Kreis Wetzlar
- ab 1871: Deutsches Reich, Königreich Preußen, Rheinprovinz, Regierungsbezirk Koblenz, Kreis Wetzlar
- ab 1918: Deutsches Reich, Freistaat Preußen, Rheinprovinz, Regierungsbezirk Koblenz, Kreis Wetzlar
- ab 1932: Deutsches Reich, Freistaat Preußen, Provinz Hessen-Nassau, Regierungsbezirk Wiesbaden, Kreis Wetzlar
- ab 1944: Deutsches Reich, Freistaat Preußen, Provinz Nassau, Kreis Wetzlar
- ab 1945: Deutsches Reich, Amerikanische Besatzungszone,[Anm. 5] Groß-Hessen, Regierungsbezirk Wiesbaden, Kreis Wetzlar
- ab 1946: Deutsches Reich, Amerikanische Besatzungszone, Hessen, Regierungsbezirk Wiesbaden, Kreis Wetzlar
- ab 1949: Bundesrepublik Deutschland, Hessen, Regierungsbezirk Wiesbaden, Kreis Wetzlar
- ab 1968: Bundesrepublik Deutschland, Hessen, Regierungsbezirk Darmstadt, Kreis Wetzlar
- ab 1977: Bundesrepublik Deutschland, Hessen, Regierungsbezirk Darmstadt, Stadt Lahn
- ab 1979: Bundesrepublik Deutschland, Hessen, Regierungsbezirk Darmstadt, Landkreis Gießen, Gemeinde Wettenberg
- ab 1981: Bundesrepublik Deutschland, Hessen, Regierungsbezirk Gießen, Landkreis Gießen, Gemeinde Wettenberg

### Einwohnerentwicklung
Quelle: Historisches Ortslexikon
| • 1834: | 150 Häuser |

| Wißmar: Einwohnerzahlen von 1834 bis 1970 | Wißmar: Einwohnerzahlen von 1834 bis 1970 | Wißmar: Einwohnerzahlen von 1834 bis 1970 | Wißmar: Einwohnerzahlen von 1834 bis 1970 | Wißmar: Einwohnerzahlen von 1834 bis 1970 |
| --- | ----------------------------------------- | ----------------------------------------- | ----------------------------------------- | ----------------------------------------- |
| Jahr |                                           |                                           |                                           | Einwohner                                 |
| 1834 | 1834                                      |                                           | 728                                       | 728                                       |
| 1840 | 1840                                      |                                           | 744                                       | 744                                       |
| 1846 | 1846                                      |                                           | 803                                       | 803                                       |
| 1852 | 1852                                      |                                           | 837                                       | 837                                       |
| 1858 | 1858                                      |                                           | 879                                       | 879                                       |
| 1864 | 1864                                      |                                           | 872                                       | 872                                       |
| 1871 | 1871                                      |                                           | 874                                       | 874                                       |
| 1875 | 1875                                      |                                           | 963                                       | 963                                       |
| 1885 | 1885                                      |                                           | 1.047                                     | 1.047                                     |
| 1895 | 1895                                      |                                           | 1.188                                     | 1.188                                     |
| 1905 | 1905                                      |                                           | 1.433                                     | 1.433                                     |
| 1910 | 1910                                      |                                           | 1.592                                     | 1.592                                     |
| 1925 | 1925                                      |                                           | 1.693                                     | 1.693                                     |
| 1939 | 1939                                      |                                           | 2.077                                     | 2.077                                     |
| 1946 | 1946                                      |                                           | 2.674                                     | 2.674                                     |
| 1950 | 1950                                      |                                           | 2.867                                     | 2.867                                     |
| 1956 | 1956                                      |                                           | 3.043                                     | 3.043                                     |
| 1961 | 1961                                      |                                           | 3.257                                     | 3.257                                     |
| 1967 | 1967                                      |                                           | 3.601                                     | 3.601                                     |
| 1970 | 1970                                      |                                           | 3.741                                     | 3.741                                     |
| Datenquelle: Historisches Gemeindeverzeichnis für Hessen: Die Bevölkerung der Gemeinden 1834 bis 1967. Wiesbaden: Hessisches Statistisches Landesamt, 1968. Weitere Quellen: |                                           |                                           |                                           |                                           |

### Historische Religionszugehörigkeit
Quelle: Historisches Ortslexikon
| • 1834: | 728 evangelische Einwohner                                           |
| • 1961: | 2524 evangelische (= 77,49 %), 657 katholische (= 20,17 %) Einwohner |

## Kirchen
Die Evangelische Pfarrkirche in der Ortsmitte wurde 1827–1830 an Stelle der baufällig gewordenen gotischen Dorfkirche nach den Plänen und unter Leitung des preußischen Architekten Friedrich Louis Simon errichtet.
Das spät-klassizistische Gebäude ist als Querkirche konzipiert, d. h. der Altar steht an der Längsseite, quer zum Kirchenschiff. Die Fassade ist klar und zurückhaltend durch hohe Rundbogenfenster und horizontale Gesimsbänder strukturiert, die Hauptseite im Osten wird durch einen Mittelrisalit betont.
Der Turm wurde ursprünglich kürzer und mit einem flachen, abgestumpften Dach erbaut; 1863/64 wurde er um eine achteckige Turmpyramide mit verschiefertem Fachwerkaufsatz ergänzt.
Der Innenraum der Kirche ist zweigeschossig mit einer umlaufenden Empore, die von 20 hölzernen tuskanischen Säulen getragen wird.
Die Kassettendecke ist nach antikem Vorbild mit goldenen Sternen auf blauem Grund verziert. Den Höhepunkt des Raumes bildet die Kanzel auf der Westseite der Empore gegenüber der Orgel.
Im Jahr 1992/93 wurde der Innenraum der Kirche aufwändig restauriert.

## Kultur und Sehenswürdigkeiten

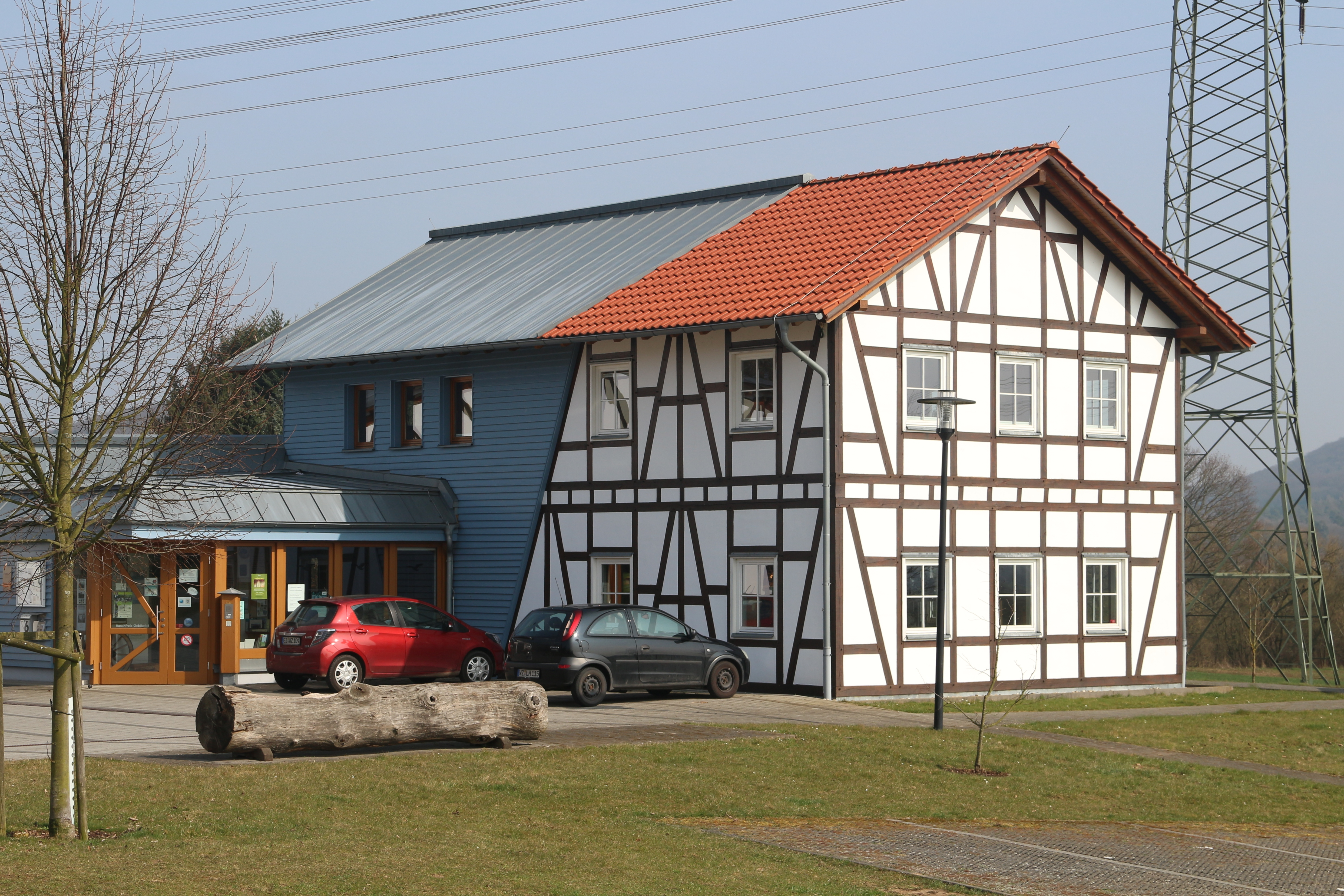
Hessisches Holz + Technikmuseum an der Lahn

### Bauwerke
- Das Hessische Holz- und Technikmuseum bietet Informationen rund um das Thema Holz und Holzverarbeitung und orientiert sich in seiner Gestaltung an der ehemaligen Wißmarer Zimmerei Kurt und Otto Winter. Zahlreiche Gerätschaften aus der Zimmerei sind im Museum zu besichtigen und werden zu besonderen Anlässen vorgeführt.[9]

### Naturräume
- Erholungsgebiet Wißmarer See mit seinem Campingplatz und Minigolfanlage.[10]
- Nördlich des Ortes liegt die kleine Siedlung Erlental mit einer Gaststätte, die an Wochenenden gerne von Spaziergängern und Radfahrern angesteuert wird. Dort beginnt ein Waldgebiet mit Fischteichen, das zum Wandern und Radfahren einlädt.

### Regelmäßige Veranstaltungen
- Jedes Jahr am zweiten August-Wochenende die Wißmarer Kirmes
- Am Himmelfahrtstag der jährliche Krämer- und Märchenmarkt

## Wirtschaft und Infrastruktur
Wißmar ist eine aus einem älteren Ortskern und einem Neubaugebiet bestehende Wohngemeinde; ergänzt durch ein kleines Gewerbegebiet südlich des Ortes Richtung Gießen.